# 岡﨑彬
岡﨑 彬（おかざき あきら、1943年12月17日 - ）は、日本の実業家。

## 経歴
福岡県に生まれ、岡山市の岡﨑真一郎の養子となる。1962年福岡県立修猷館高等学校を経て、1968年慶應義塾大学経済学部を卒業。
1973年岡山ガスに入社。1975年取締役となり、1977年常務を経て、1980年11月代表取締役社長に就任。39年間社長を務め、2019年3月長男の岡﨑達也に社長を引き継ぎ、代表権のある会長となる。
1992年4月岡山商工会議所副会頭となり、1998年4月同会頭に就任。岡山市の政令指定都市移行などに尽力し、2019年3月に退任するまで、7期21年間会頭を務めた。
サンステーションテラス岡山、両備ホールディングスの取締役、岡山商科大学社会総合研究所後援会代表理事（2023年現在）なども務めている。